# EP u amaterskom boksu 1953.
10. Europsko prvenstvo u amaterskom boksu 1953. se održalo od 18. – 24. svibnja 1953. u poljskom gradu Varšavi.
Boksači su se po borili za odličja u deset težinskih kategorija. Sudjelovalo je 117 boksača iz 19 država.
Boksači iz Poljske su osvojili 5 naslova prvaka, SSSR-a 2, SR Njemačke, DR Njemačke i Engleske po 1 naslov prvaka.
| Kategorija            | zlato                 | srebro             | bronca                                 |
| muha (-51 kg)         | Henryk Kukier         | František Majdloch | Giacomo Spano Anatolij Bulakov         |
| bantam (-54 kg)       | Zenon Stefaniuk       | Boris Stjepanov    | John McNally Nicolae Mindreanu         |
| pero (-57 kg)         | Józef Kruża           | Aleksandr Zasušin  | Hans-Peter Mehling Stevan Redli        |
| laka (-60 kg)         | Vladimir Jengibarijan | István Juhász      | Aleksy Antkiewicz Pentti Niinivuori    |
| poluvelter (-63,5 kg) | Leszek Drogosz        | Terence Milligan   | Francisc Ambrus Béla Szákacs           |
| velter (-67 kg)       | Zygmunt Chychła       | Sergej Ščerbakov   | Nicolae Linca Emile Vleminck           |
| polusrednja (-71 kg)  | Bruce Wells           | Max Resch          | Zbigniew Pietrzykowski Boris Tišin     |
| srednja (-75 kg)      | Dieter Wemhöner       | Bedřich Koutný     | Stig Sjölin Ronald Barton              |
| poluteška (-81 kg)    | Ulrich Nitzschke      | Tadeusz Grzelak    | Jurij Jegorov Helmut Pfirrmann         |
| teška (+81 kg)        | Algirdas Šocikas      | Bogdan Węgrzyniak  | Tomislav Krizmanić Hermann Schreibauer |